# رئيس وزراء فنلندا
رئيس وزراء فنلندا (بالفنلندية: pääministeri) (بالسويدية: statsminister)، هو رئيس حكومة فنلندا، يُعين في منصبه من قبل رئيس جمهورية فنلندا باعتباره رأس الدولة. رئيس الوزراء الحالي هي بيتري أوربو وهو من مواليد 

## نظرة عامة
وفقاً لأحكام دستور فنلندا الجديد (سـُن في عام 2000) ، يـُرشح الرئيسُ رئيسَ وزراء بعد تفاوض الأحزاب في برلمان فنلندا على توزيع المقاعد في مجلس الدولة الجديد وعلى برنامج الحكومة. يتعين على البرلمان المصادقة على ترشيح رئيس الوزراء بحصوله على أغلبية مطلقة في تصويت بدون مشاركة مرشحين آخرين. إن لم يتلق المرشح الدعم الكافي، عندها يتبع ذلك جولة جديدة من المفاوضات وترشيح ثاني من الرئيس. وإن فشل المرشح الثاني أيضاً في الحصول على الأغلبية المطلقة، عندها يصار إلى تصويت ثالث، بإمكان أي عضو من أعضاء البرلمان تسمية مرشح، وفي هذه الجولة تكفي الأغلبية النسبية للانتخاب. يلي انتخاب البرلمان التعيين الرسمي من الرئيس.
أول استخدام للإجراءات المذكورة أعلاه كان انتخاب أنيلي يآتينماكي لمنصب رئيس الوزراء في عام 2003. في السابق يفترض أن يرشح الرئيس المرشح الذي في الجولة الثالثة من التصويت الفوز بالأغلبية النسبية، وعادة ما يكون زعيم أكبر حزب. قبل دخول الدستور الجديد حيز التنفيذ، اختص الرئيس بصلاحيات رسمية كاملة لتعيين رئيس الوزراء وبقية أعضاء مجلس الدولة، والذي كان حراً في الانحراف عن مبادئ النظام البرلماني، وإن كان على الوزراء المعينين الحصول على ثقة البرلمان.
يـُرشح رئيس مجلس الوزراء باقي أعضاء مجلس الدولة، الذين يعينهم رئيس الجمهورية بعد ذلك، بموافقة البرلمان.

## التاريخ
في عام 1918، تم تحويل مجلس الشيوخ الفنلندي إلى مجلس الدولة (أو مجلس الوزراء) من فنلندا، وتحول منصب نائب رئيس الشعبة الاقتصادية في مجلس الشيوخ إلى رئيس وزراء. الإقامة الرسمية لرئيس وزراء فنلندا منذ عام 1919 في فيلا كيسارنتا ، وتقع في ميلهتي من ضواحي هلسنكي.
منذ استقلالها (أعلن في 6 ديسمبر 1917)، شهدت فنلندا 71 حكومة، بما في ذلك الحالية، أكثر ما ظل في منصب رئيس الوزراء كان بآفو ليبونن لترأسه حكومتين، مدتهما 1464 يوما.

## الراتب والمزايا الأخرى
راتب رئيس الوزراء هو حسب القانون نفس مرتب رئيس البرلمان، وهو 11675 € شهرياً (1 أيار 2011). بالإضافة إلى ذلك، يتقاضى رئيس الوزراء نصف راتب البرلماني والذي يحق له كعضو جالس في البرلمان. كامل الراتب البرلماني حالياً ( 1 مايو 2011) لا يقل عن 6335 € شهرياً، وبالتالي فإن رئيس الوزراء الفنلندي يتقاضى ما لا يقل عن 14842 € شهريا في المجموع. ويخضع الراتب لضريبة الدخل العادية.
يحق لرئيس الوزراء بثلاثين يوم إجازة خلال كل سنة تقويمية. وتتكفل الحكومة بنفقات الصيانة والموظفين وخدمات الإقامة الرسمية كيسارنتا. المواصلات والخدمات الأمنية تحت تصرف رئيس الوزراء طوال الوقت.

## وصلات خارجية
- الموقع الرسمي